# Chlorartinit
Chlorartinit ist ein sehr selten vorkommendes Mineral aus der Mineralklasse der „Carbonate und Nitrate“ mit der chemischen Zusammensetzung Mg2[OH|Cl|CO3]·3H2O und damit chemisch gesehen ein wasserhaltiges Magnesium-Carbonat mit zusätzlichen Chlor- und Hydroxidionen.
Chlorartinit kristallisiert im trigonalen Kristallsystem, konnte bisher jedoch nur in Form feinnadeliger bis körniger Mineral-Aggregate von weißer Farbe und Korngrößen bis etwa 0,01 mm Größe entdeckt werden.

## Etymologie und Geschichte
Entdeckt wurde Chlorartinit erstmals in den Exhalationssedimenten vom ersten und dritten Schlackenkegel des nördlichen Ausbruchs sowie am Schlackenkegel des südlichen Ausbruchs, die während der großen Spalteneruption zwischen 1975 und 1976 am Vulkan Tolbatschik auf der Halbinsel Kamtschatka im russischen Föderationskreis Ferner Osten entstanden waren. Die Analyse und Erstbeschreibung erfolgte durch Lidija Pawlowna Wergassowa, Stanislaw K. Filatow, E. K. Serafimova, S. V. Sergeeva (russisch: Л. П. Вергасова, С. К. Филатов, Е. К. Серафимова, С. В. Сергеева), die das Mineral nach dessen dominanten Bestandteil Chlor und der engen Verwandtschaft zum Artinit benannten. Artinit wiederum wurde nach dem italienischen Professor der Mineralogie Ettore Artini (1866–1928) benannt.
Das Mineralogenteam um Wergasowa reichte seine Untersuchungsergebnisse und den gewählten Namen 1996 zur Prüfung bei der International Mineralogical Association ein (interne Eingangs-Nr. der IMA: 1996-005), die den Chlorartinit als eigenständige Mineralart anerkannte. Die Publikation der Erstbeschreibung folgte zwei Jahre später im russischen Fachmagazin Sapiski Wsessojusnogo Mineralogitscheskogo Obschtschestwa (russisch Записки Всесоюзного Минералогического Общества, englisch Zapiski Vsesoyuznogo Mineralogicheskogo Obshchestva) und wurde 1999 bei der Publikation der New Mineral Names im englischsprachigen Fachmagazin American Mineralogist nochmals bestätigt.
Das Typmaterial des Minerals wird in der Mineralogischen Sammlung der Staatlichen Bergbau-Universität Sankt Petersburg (ehemals Staatliches Bergbauinstitut) in Sankt Petersburg aufbewahrt.

## Klassifikation
Da der Chlorartinit erst 1996 als eigenständiges Mineral anerkannt wurde, ist er in der seit 1977 veralteten 8. Auflage der Mineralsystematik nach Strunz noch nicht verzeichnet. Einzig im Lapis-Mineralienverzeichnis nach Stefan Weiß, das sich aus Rücksicht auf private Sammler und institutionelle Sammlungen noch nach dieser alten Form der Systematik von Karl Hugo Strunz richtet, erhielt das Mineral die System- und Mineral-Nr. V/E.01-35. In der „Lapis-Systematik“ entspricht dies der Klasse der „Nitrate, Carbonate und Borate“ und dort der Abteilung „Wasserhaltige Carbonate, mit fremden Anionen“, wo Chlorartinit zusammen mit Hydromagnesit, Widgiemoolthalith, Dypingit, Giorgiosit, Artinit, Indigirit, Coalingit und Brugnatellit eine eigenständige, aber unbenannte Gruppe bildet (Stand 2018).
Die seit 2001 gültige und von der IMA zuletzt 2009 aktualisierte 9. Auflage der Strunz’schen Mineralsystematik ordnet den Chlorartinit in die neu definierte Klasse der „Carbonate und Nitrate“ (die Borate bilden hier eine eigene Klasse) und dort ebenfalls in die Abteilung der „Carbonate mit zusätzlichen Anionen; mit H2O“ ein. Diese ist allerdings weiter unterteilt nach der relativen Größe der beteiligten Kationen, so dass das Mineral entsprechend seiner Zusammensetzung in der Unterabteilung „Mit mittelgroßen Kationen“ zu finden ist, wo es nur noch zusammen mit Artinit die „Artinitgruppe“ mit der System-Nr. 5.DA.10 bildet.
Auch die vorwiegend im englischen Sprachraum gebräuchliche Systematik der Minerale nach Dana ordnet den Chlorartinit dagegen wie die Lapis-Systematik in die gemeinsame Klasse der „Carbonate, Nitrate und Borate“ und dort in die Abteilung der „Carbonate – Hydroxyl oder Halogen“ ein. Hier ist er ebenfalls zusammen mit Artinit in der unbenannten Gruppe 16b.03.01 innerhalb der Unterabteilung „Carbonate - Hydroxyl oder Halogen mit AmBn(XO3)pZq • x(H2O), (m+n) : p = 2 : 1“ zu finden.

## Kristallstruktur
Chlorartinit kristallisiert in der trigonalen Raumgruppe R3c (Raumgruppen-Nr. 167) oder R3c (Nr. 161) mit den Gitterparametern a = 23,16 Å und c = 7,22 Å sowie 18 Formeleinheiten pro Elementarzelle.

## Eigenschaften
An der Luft ist Chlorartinit stabil. In Wasser ist er allerdings langsam und in verdünnten Säuren leicht löslich.

## Bildung und Fundorte
Chlorartinit bildet sich als Produkt posteruptiver Umwandlungen pyroklastischer Sedimente, wo er unter anderem vergesellschaftet mit Aragonit, Gips, Halit und Nesquehonit auftritt.
Außer an seiner Typlokalität am Tolbatschik im Fernen Osten, der auch der bisher einzige bekannte Fundort in Russland ist, fand sich Chlorartinit nur noch am Monte Ramazzo bei Borzoli (Genua) in der italienischen Region Ligurien, in der Mina Casualidad bei Pechina in der zur Provinz Almería gehörenden Sierra Alhamilla in Spanien sowie in einem Bohrkern aus serpentinierten Ultrabasit, der etwa 14 km nordnordwestlich von Kenton im Houghton County des US-Bundesstaates Michigan. Ein weiterer Fundort in Polen, genauer eine brennende Kohlehalde der Grube Marcel nahe Radlin in der Woiwodschaft Schlesien, gilt bisher als nicht gesichert und daher fraglich (Stand 2020).